# Meoneura
Meoneura är ett släkte av tvåvingar. Meoneura ingår i familjen kadaverflugor.

## Dottertaxa tillMeoneura, i alfabetisk ordning[1][2]
- Meoneura acuticera
- Meoneura algerica
- Meoneura alphabetica
- Meoneura alpina
- Meoneura amurensis
- Meoneura anceps
- Meoneura arctica
- Meoneura asiatica
- Meoneura atoma
- Meoneura australis
- Meoneura baluchistani
- Meoneura bicuspidata
- Meoneura californica
- Meoneura carpathica
- Meoneura caucasica
- Meoneura compacta
- Meoneura digitata
- Meoneura elongella
- Meoneura exigua
- Meoneura falcata
- Meoneura flabella
- Meoneura flavifacies
- Meoneura flavifrons
- Meoneura forcipata
- Meoneura freta
- Meoneura furcata
- Meoneura glaberrima
- Meoneura graeca
- Meoneura granadensis
- Meoneura helvetica
- Meoneura hennigi
- Meoneura hungarica
- Meoneura inversa
- Meoneura kaszabi
- Meoneura krivosheinae
- Meoneura lacteipennis
- Meoneura lamellata
- Meoneura longifurca
- Meoneura maritima
- Meoneura milleri
- Meoneura minuscula
- Meoneura minutissima
- Meoneura mongolica
- Meoneura moravica
- Meoneura neglecta
- Meoneura neottiophila
- Meoneura nevadensis
- Meoneura nigeriensis
- Meoneura nigrifrons
- Meoneura nitidiuscula
- Meoneura obscurella
- Meoneura palaestinensis
- Meoneura paralacteipennis
- Meoneura paraseducta
- Meoneura parva
- Meoneura perlamellata
- Meoneura polita
- Meoneura prima
- Meoneura pseudoflavifacies
- Meoneura pseudoseducta
- Meoneura pseudotriangularis
- Meoneura pteropleuralis
- Meoneura quadrisetosa
- Meoneura sabroskyi
- Meoneura scutellata
- Meoneura setipyga
- Meoneura sinclairi
- Meoneura stepposa
- Meoneura subfreta
- Meoneura subnivalis
- Meoneura triangularis
- Meoneura tunisica
- Meoneura ungulata
- Meoneura vagans
- Meoneura wirthi